# Ferdynand II Koburg
Ferdynand II Koburg, Fernando Augusto Francisco António de Saxe-Coburgo-Gotha (ur. 29 października 1816, zm. 15 grudnia 1885) – król Portugalii od 16 września 1837 w wyniku małżeństwa z królową Marią II w 1836.
Był synem Ferdynanda Jerzego, księcia Saksonii-Coburga-Gothy i Marii Antoniny Koháry. W historii Portugalii znany jako „król artysta”. Jego bratanek Ferdynand został w 1887 roku księciem, a w 1908 carem Bułgarii.
Zgodnie z prawem portugalskim Ferdynanda ogłoszono oficjalnie królem dopiero po narodzeniu pierwszego księcia, którym był przyszły król Piotr V (wskutek tej reguły pierwszy mąż Marii II – August de Beauharnais nie został uznany za króla). Z Marią Ferdynand miał 11 dzieci:
- Piotra V (1837–1861), kolejnego króla Portugalii,
- Ludwika I (1838–1889), kolejnego króla Portugalii,
- infantkę Marię (ur. i zm. 1840),
- infanta Jana (1840–1861), księcia Beja,
- infantkę Marię Annę (1843–1884), żonę Jerzego I, króla Saksonii,
- infantkę Antonię Marię (1845–1913), żonę księcia Leopolda Hohenzollern-Singmaringen,
- infanta Ferdynanda (1846–1861),
- infanta Augusta (1847–1889), księcia Coimbra,
- infanta Leopolda (ur. i zm. 1849),
- infantkę Marię da Glória (ur. i zm. 1851),
- infanta Eugeniusza (ur. i zm. 1853).

Mimo że Maria była oficjalną głową państwa, Ferdynand był zawsze obecnym i aktywnym politykiem oraz głównym doradcą monarchini. Samodzielnie, jako regent sprawował rządy czterokrotnie: dwukrotnie podczas ciąży królowej, a po jej śmierci – przez pierwsze 2 lata rządów starszego syna – Piotra V, oraz w czasie, gdy drugi syn – Ludwik I wraz z żoną (Maria Pia Sabaudzka) w 1867 na krótko opuścili kraj dla uczestniczenia w Wystawie Światowej w Paryżu.
W 1869 Ferdynand II ożenił się powtórnie ze śpiewaczką operową Elizą Hensler, której nadano tytuł hrabiny Edla i dla której specjalnie wybudował w Sintrze pałac znany jako Pałac Pena. Miał z nią córkę o imieniu Alicja.
Spoczywa u boku swojej pierwszej małżonki w Panteonie rodu Bragança w Lizbonie.

## Genealogia
| Prapradziadkowie                         | ks. Saksonii-Koburg-Saalfeld Franciszek Jozjasz (1697–1764) ∞1723 Anna Zofia Schwarzburg-Rudolstadt (1700–1780) | ks. Brunszwiku-Lüneburga Ferdynand Albert II (1680–1735) ∞1712 Antonina Amalia z Brunszfiku-Wolfenbüttel (1696–1762) | hr. Reuss-Ebersdorf Henryk II (1699–1747) ∞1721 Zofia z Castell-Remlingen (1703–1777)         | hr. Erbach-Schönberg Jerzy August (1691–1758) ∞1719 Ferdynanda z Stolberg-Gedern (1699–1750)  | András József Koháry (1694–1757) ∞ok. 1720 Margareta Therese Thavonath (ok. 1700–?)   | N. Caviriani ∞? N.N.                                                                  | František Josef Waldstein-Wartenberg (1709–1771) ∞1729 Marie Františka Trauttmansdorff (1704–1757) | Anton Corfiz von Ulfeldt (1699–1760) ∞1743 Marie Alžběta Lobkovic (1726-1786)          |
| Pradziadkowie                            | ks. Saksonii-Koburg-Saalfeld Ernest Fryderyk (1724–1800) ∞1749 Zofia z Brunszfiku-Wolfenbüttel (1724–1802)      | ks. Saksonii-Koburg-Saalfeld Ernest Fryderyk (1724–1800) ∞1749 Zofia z Brunszfiku-Wolfenbüttel (1724–1802)           | hr. Reuss-Ebersdorf Henryk III (1724–1779) ∞1754 Karolina z Erbach-Schönberg (1727–1796)      | hr. Reuss-Ebersdorf Henryk III (1724–1779) ∞1754 Karolina z Erbach-Schönberg (1727–1796)      | Ignác József Koháry (1726–1777) ∞ok. 1750–1760 Maria Gabriella Cavriani (1736–1803)   | Ignác József Koháry (1726–1777) ∞ok. 1750–1760 Maria Gabriella Cavriani (1736–1803)   | Jiří Kristián Waldstein-Wartenberg (1743-1791) ∞1765 Elisabeth von Ulfeldt (1747–1791)             | Jiří Kristián Waldstein-Wartenberg (1743-1791) ∞1765 Elisabeth von Ulfeldt (1747–1791) |
| Dziadkowie                               | ks. Saksonii-Koburg-Saalfeld Franciszek (1750–1806) ∞1776 Augusta Reuss-Ebersdorf (1757–1831)                   | ks. Saksonii-Koburg-Saalfeld Franciszek (1750–1806) ∞1776 Augusta Reuss-Ebersdorf (1757–1831)                        | ks. Saksonii-Koburg-Saalfeld Franciszek (1750–1806) ∞1776 Augusta Reuss-Ebersdorf (1757–1831) | ks. Saksonii-Koburg-Saalfeld Franciszek (1750–1806) ∞1776 Augusta Reuss-Ebersdorf (1757–1831) | Ferenc József Koháry (1767–1826) ∞1792 Maria Antonia Waldstein-Wartenberg (1771–1854) | Ferenc József Koháry (1767–1826) ∞1792 Maria Antonia Waldstein-Wartenberg (1771–1854) | Ferenc József Koháry (1767–1826) ∞1792 Maria Antonia Waldstein-Wartenberg (1771–1854)              | Ferenc József Koháry (1767–1826) ∞1792 Maria Antonia Waldstein-Wartenberg (1771–1854)  |
| Rodzice                                  | Ferdynand Jerzy Koburg (1785–1851) ∞1815 Maria Antonina Koháry (1797–1862)                                      | Ferdynand Jerzy Koburg (1785–1851) ∞1815 Maria Antonina Koháry (1797–1862)                                           | Ferdynand Jerzy Koburg (1785–1851) ∞1815 Maria Antonina Koháry (1797–1862)                    | Ferdynand Jerzy Koburg (1785–1851) ∞1815 Maria Antonina Koháry (1797–1862)                    | Ferdynand Jerzy Koburg (1785–1851) ∞1815 Maria Antonina Koháry (1797–1862)            | Ferdynand Jerzy Koburg (1785–1851) ∞1815 Maria Antonina Koháry (1797–1862)            | Ferdynand Jerzy Koburg (1785–1851) ∞1815 Maria Antonina Koháry (1797–1862)                         | Ferdynand Jerzy Koburg (1785–1851) ∞1815 Maria Antonina Koháry (1797–1862)             |
| Ferdynand II (1816–1885), kr. Portugalii | | |                                                                                               |                                                                                               |                                                                                       |                                                                                       | |                                                                                        |